# Uninvited, Like the Clouds
Uninvited, Like the Clouds è il ventesimo album in studio del gruppo musicale australiano The Church, pubblicato nel 2006.

## Tracce
1. Block – 6:20
2. Unified Field – 4:00
3. Space Needle – 4:06
4. Overview – 5:33
5. Easy – 4:10
6. She'll Come Back for You Tomorrow – 4:32
7. Pure Chance – 6:20
8. Never Before – 6:13
9. Real Toggle Action – 4:17
10. Untoward – 4:55
11. Day 5 – 5:15
12. Song to Go... – 4:10

## Formazione
- Steve Kilbey – voce, basso, tastiera, chitarra
- Peter Koppes – chitarra, tastiera, basso, cori, voce (traccia 8)
- Tim Powles – batteria, percussioni, cori
- Marty Willson-Piper – chitarra, basso, cori, voce (6)

Ospiti
- Jorden Brebach – chitarra (3), cori
- Sophie Glasson – violoncello (12)
- David Lane – piano (4)